# Stephen Brookes
Stephen D. Brookes, auch Steve Brookes, ist ein Informatiker.
Brookes erhielt seinen Bachelor-Abschluss in Mathematik an der Universität Oxford und  wurde dort 1983 bei Tony Hoare in Informatik promoviert (A Model for Communicating Sequential Processes). Er ist seit 1981 an der  Carnegie Mellon University, an der er 2006 eine volle Professur erhielt.
Mit Hoare und Bill Roscoe entwickelte er das failures model von Communicating Sequential Processes (CSP), das er in seiner Dissertation eingeführt, hatte, mit Roscoe weiter verbesserte und das die Basis für den FDR (Failure Divergence Refinement) Model Checker wurde. Er befasste sich mit semantischen Modellen für Programmiersprachen mit nebenläufigen Prozessen (wie Idealized CSP, Parallel Algol) und mit intensionaler Semantik.
2016 erhielt er mit Peter W. O’Hearn den Gödel-Preis für ihre Entwicklung der Concurrent Separation Logic (CSL), das nach der Laudatio ein revolutionärer Fortschritt bei Beweissystemen für die Verifizierung von Eigenschaften von Systemsoftware war, wozu typischerweise sowohl die Manipulation von Zeigern als auch die Verwaltung von Nebenläufigkeit im gemeinsam von den Prozessen geteilten Speicher gehören.